# Colias lesbia
Colias lesbia  é uma borboleta da família Pieridae. Ela é encontrada na eco-zona Neotropical.

## Taxonomia
Foi aceite como uma espécie por Josef Grieshuber e Gerardo Lamas.

## História
Charles Darwin observou um grande enxame dessas borboletas na Patagônia.